# Rafaela Aparicio
Rafaela Díaz Valiente (Marbella, Málaga, 9 de abril de 1906-Madrid, 9 de junio de 1996), conocida artísticamente como Rafaela Aparicio, fue una actriz teatral, televisiva y cinematográfica española.

## Biografía
Rafaela nació en Marbella, en la calle Pasaje n.º 8. Era hija de José Díaz Aparicio, natural de Linares (Jaén), y de Balbina Valiente Andrés natural de Ulea (Murcia). Pasó su infancia en Marbella, pero la temprana muerte de su madre hizo que su padre y ella se mudasen a La Carolina, Jaén. Más tarde recaló en Sevilla y poco después en Córdoba.
Diplomada en Magisterio, ejerció como maestra solamente dos años. Por aquella época "La Menua", como la llamaban, debutó en el teatro a los 23 años en Córdoba con la obra El conflicto de Mercedes, de los hermanos Álvarez Quintero, junto a Luis Benito Arroyo, amigo de su padre, empresario taurino y teatral. Viajó a Madrid junto a su padre en 1931 a la búsqueda de oportunidades e inició una carrera teatral que nunca abandonaría. Después de un breve matrimonio que ella calificó como el ‘mayor error’ de su vida (apenas duró un año y medio y terminó en divorcio), en 1933 comenzó una relación con el actor Erasmo Pascual que duró cuatro décadas hasta la muerte de él en 1975. Tuvieron un hijo: Erasmo.
Su filmografía incluye más de cien películas, la mayoría comedias, donde abundan los papeles de chacha y similares y muchas veces junto a Florinda Chico. Destacan El último cuplé de Juan de Orduña, La vida por delante, La vida alrededor, El extraño viaje y El mar y el tiempo, de Fernando Fernán Gómez; Ana y los lobos y Mamá cumple cien años, de Carlos Saura; El sur, de Víctor Erice; El año de las luces, de Fernando Trueba y ¡Oh, cielos!, de Ricardo Franco.
Fue una de las actrices más queridas por el público desde su actuación en la serie televisiva La casa de los Martínez (1966-1970). Recibió la Medalla de Oro al Mérito en el Trabajo, dos medallas del Círculo de Escritores Cinematográficos, el Premio Nacional de Cinematografía y dos Goya -uno, el de Honor en 1988-.
El 9 de junio de 1996 enferma de Alzheimer, fallece a causa de una trombosis en una residencia de ancianos de La Piovera (Madrid) a los 90 años de edad a causa de un derrame cerebral. Su funeral dio mucho que hablar ya que apenas acudieron compañeros de profesión, a excepción de Antonio Guirao, Luis Varela, Andrés Pajares, Julia Martínez, Rafael Hernández  o Juanjo Menéndez. Se encuentra enterrada en el Panteón de Escritores y Artistas Españoles del Cementerio de San Justo de Madrid.

## Premios
Premios Goya
| Año  | Categoría                                  | Película           | Resultado |
| ---- | ------------------------------------------ | ------------------ | --------- |
| 1987 | Goya de Honor                              | Goya de Honor      | Receptora |
| 1989 | Mejor interpretación femenina protagonista | El mar y el tiempo | Ganadora  |

Medallas del Círculo de Escritores Cinematográficos
| Año  | Categoría               | Película              | Resultado |
| ---- | ----------------------- | --------------------- | --------- |
| 1974 | Mejor actriz de reparto | Ana y los lobos       | Ganadora  |
| 1979 | Mejor actriz            | Mamá cumple cien años | Ganadora  |

Fotogramas de Plata
| Año  | Categoría                  | Película/Montaje                        | Resultado |
| ---- | -------------------------- | --------------------------------------- | --------- |
| 1986 | Toda una vida              | Toda una vida                           | Ganadora  |
| 1989 | Mejor actriz de cine       | El aire de un crimen El mar y el tiempo | Candidata |
| 1990 | Mejor intérprete de teatro | Mala yerba                              | Candidata |

Premios Sant Jordi
| Año  | Categoría                                 | Película              | Resultado |
| ---- | ----------------------------------------- | --------------------- | --------- |
| 1979 | Mejor interpretación en película española | Mamá cumple cien años | Ganadora  |

Otros
- 1976 - Medalla de Oro al Mérito en el Trabajo.[5]
- 1987 - Fiambrera de Plata Extraordinaria.
- 1989 - Medalla de Plata al Mérito en las Bellas Artes.[6]
- 1991 - Premio Nacional de Cinematografía.

## Filmografía

### Cine
- Nobleza baturra (1935) (figurante) dirigida por Florián Rey.
- La hija de Juan Simón (1935) dirigida por Nemesio M. Sobrevila.
- Al fin solos (1955) dirigida por José María Elorrieta.
- Todos somos necesarios (1956) dirigida por José Antonio Nieves Conde.
- La gran mentira (1956) dirigida por Rafael Gil.
- El último cuplé (1957) dirigida por Juan de Orduña.
- El Cristo de los Faroles (1958) dirigida por Gonzalo Delgrás.
- Ya tenemos coche (1958) dirigida por Julio Salvador.
- La vida por delante (1958) dirigida por Fernando Fernán Gómez.
- Aquellos tiempos del cuplé (1958) dirigida por Mateo Cano y José Luis Merino.
- Bombas para la paz (1959) dirigida por Antonio Román.
- Parque de Madrid (1959) dirigida por Enrique Cahen Salaberry.
- La vida alrededor (1959) dirigida por Fernando Fernán Gómez.
- La quiniela (1960) dirigida por Ana Mariscal.
- Sólo para hombres (1960) dirigida por Fernando Fernán Gómez.
- El indulto (1960) dirigida por José Luis Sáenz de Heredia.
- Tómbola (1962) dirigida por Luis Lucía.
- El grano de mostaza (1962) dirigida por José Luis Sáenz de Heredia.
- Vuelve San Valentín (1962) dirigida por Fernando Palacios.
- Sabían demasiado (1962) dirigida por Pedro Lazaga.
- Abuelita Charlestón (1962) dirigida por Javier Setó.
- Atraco a las tres (1962) dirigida por José María Forqué.
- Las hijas de Helena (1963) dirigida por Mariano Ozores.
- La becerrada (1963) dirigida por José María Forqué.
- Historia de una noche (1963) dirigida por Luis Saslavsky.
- Han robado una estrella (1963) dirigida por Javier Setó.
- Los conquistadores del Pacífico (1963) dirigida por José María Elorrieta.
- Marisol rumbo a Río (1963) dirigida por Fernando Palacios.
- Confidencias de un marido (1963) dirigida por Francisco Prósper.
- El extraño viaje, (1964) dirigida por Fernando Fernán Gómez.
- Ella y el miedo (1964) dirigida por León Klimovsky.
- El pecador y la bruja (1964) dirigida por Julio Buchs.
- Historias de la televisión (1965) dirigida por José Luis Sáenz de Heredia.
- Mi canción es para ti (1965) dirigida por Ramón Torrado.
- La visita que no tocó el timbre (1965) dirigida por Mario Camus.
- Las viudas (1966) dirigida por Julio Coll.
- ¡Es mi hombre! (1966) dirigida por Rafael Gil.
- Vestida de novia (1966) dirigida por Ana Mariscal.
- El arte de casarse (1966) dirigida por Jorge Feliú.
- Los duendes de Andalucía (1966) dirigida por Ana Mariscal.
- Hoy como ayer (1966) dirigida por Mariano Ozores.
- Una señora estupenda (1967) dirigida por Eugenio Martín.
- Amor en el aire (1967) dirigida por Luis César Amadori.
- El halcón de Castilla (1967) dirigida por José María Elorrieta.
- Sor Citroën (1967) dirigida por Pedro Lazaga.
- Codo con codo (1967) dirigida por Víctor Auz.
- Los chicos con las chicas (1967) dirigida por Javier Aguirre.
- Novios 68 (1967) dirigida por Pedro Lazaga.
- Los chicos del Preu (1967) dirigida por Pedro Lazaga.
- Un millón en la basura (1967) dirigida por José María Forqué.
- Historia de la frivolidad (1967) dirigida por Narciso Ibáñez Serrador.
- El extraño viaje (1967) dirigida por Fernando Fernán Gómez.
- La mujer de otro (1967) dirigida por Rafael Gil.
- El hueso (1968) dirigida por Antonio Giménez Rico.
- Relaciones casi públicas (1968) dirigida por José Luis Sáenz de Heredia.
- Los que tocan el piano (1968) dirigida por Javier Aguirre.
- ¡Cómo sois las mujeres! (1968) dirigida por Pedro Lazaga.
- ¡Dame un poco de amooor...! (1968) dirigida por José María Forqué.
- La chica de los anuncios (1968) dirigida por Pedro Lazaga.
- Las secretarias (1968) dirigida por Pedro Lazaga.
- Cristina Guzmán (1968) dirigida por Luis César Amadori.
- Susana (1969) dirigida por Mariano Ozores.
- Prisionero en la ciudad (1969) dirigida por Antonio de Jaén.
- A 45 revoluciones por minuto (1969) dirigida por Pedro Lazaga.
- Abuelo Made in Spain (1969) dirigida por Pedro Lazaga.
- Amor a todo gas (1969) dirigida por Ramón Torrado.
- Matrimonios separados (1969) dirigida por Mariano Ozores.
- La que arman las mujeres (1969) dirigida por Fernando Merino.
- El abogado, el alcalde y el notario (1969) dirigida por José María Font.
- Verano 70 (1969) dirigida por Pedro Lazaga.
- Vamos por la parejita (1969) dirigida por Alfonso Paso.
- Los extremeños se tocan (1970) dirigida por Alfonso Paso.
- Con ella llegó el amor (1970) dirigida por Ramón Torrado.
- El abominable hombre de la Costa del Sol (1970) dirigida por Pedro Lazaga.
- Cateto a babor (1970) dirigida por Ramón Fernández.
- La casa de los Martínez (1971) dirigida por Agustín Navarro.
- En la red de mi canción (1971) dirigida por Mariano Ozores.
- Simón, contamos contigo (1971) dirigida por Ramón Fernández.
- Hay que educar a papá (1971) dirigida por Pedro Lazaga.
- Las Ibéricas F.C. (1971) dirigida por Pedro Masó.
- Dos chicas de revista (1972) dirigida por Mariano Ozores.
- Venta por pisos (1972) dirigida por Mariano Ozores.
- Guapo heredero busca esposa. (1972) dirigida por Luis María Delgado.
- El padre de la criatura (1972) dirigida por Pedro Lazaga.
- ¡No firmes más letras, cielo! (1972) dirigida por Pedro Lazaga.
- Manolo la nuit (1973) dirigida por Mariano Ozores.
- La curiosa (1973) dirigida por Vicente Escrivá.
- La descarriada (1973) dirigida por Mariano Ozores.
- Ana y los lobos (1973) dirigida por Carlos Saura.
- ¡Qué cosas tiene el amor! (1973) dirigida por Germán Lorente.
- Cuando el cuerno suena (1974) dirigida por Luis María Delgado.
- El último proceso en París (1974) dirigida por José Canalejas.
- Los caballeros del botón de ancla (1974) dirigida por Ramón Torrado.
- Matrimonio al desnudo (1974) dirigida por Ramón Fernández.
- Canciones de nuestra vida (1975) dirigida por Eduardo Manzanos Brochero.
- No quiero perder la honra (1975) dirigida por Eugenio Martín.
- Duerme, duerme, mi amor (1975) dirigida por Francisco Regueiro.
- País, S.A. (1975) dirigida por Antonio Fraguas, 'Forges'.
- Tío ¿de verdad vienen de París? (1975) dirigida por Mariano Ozores.
- El adúltero (1975) dirigida por Ramón Fernández.
- Un lujo a su alcance (1975) dirigida por Ramón Fernández.
- El in... moral (1976) dirigida por José Canalejas.
- Gusanos de seda (1976) dirigida por Francisco Rodríguez.
- Mauricio, mon amour (1976) dirigida por Juan Bosch.
- Guerreras verdes (1976) dirigida por Ramón Torrado.
- El increíble aumento del coste de la vida (1976) dirigida por Ricardo Franco.
- Adulterio a la española (1976) dirigida por Arturo Marcos.
- El secreto inconfesable de un chico bien (1976) dirigida por Jorge Grau.
- Señoritas de uniforme (1976) dirigida por Luis María Delgado.
- Cuando los maridos se iban a la guerra (1976) dirigida por Ramón Fernández.
- Cambio de sexo (1977) dirigida por Vicente Aranda.
- Gusanos de seda (1977) dirigida por Francisco Rodríguez Gordillo.
- Esposa y amante (1977) dirigida por Angelino Fons.
- El apolítico (1977) dirigida por Mariano Ozores.
- Estoy hecho un chaval (1977) dirigida por Pedro Lazaga.
- Estimado Sr. juez... (1978) dirigida por Pedro Lazaga.
- Mamá cumple cien años (1979) dirigida por Carlos Saura.
- La insólita y gloriosa hazaña del cipote de Archidona (1979) dirigida por Ramón Fernández.
- ¿Dónde estará mi niño? (1980) dirigida por Luis María Delgado.
- Unos granujas decentes (1980) dirigida por Mariano Ozores.
- Profesor eróticus (1981) dirigida por Luis María Delgado.
- La cripta (1981) dirigida por Cayetano del Real.
- El primer divorcio (1981), dirigida por Mariano Ozores.
- Todos al suelo (1981) dirigida por Mariano Ozores.
- Adulterio nacional (1981) dirigida por Francisco Lara Polop.
- Chispita y sus gorilas (1982) dirigida por Luis María Delgado.
- El gran mogollón (1982) dirigida por Ramón Fernández.
- Los autonómicos (1982) dirigida por José María Gutiérrez Santos.
- Huevos revueltos (1982) dirigida por Enrique Jiménez Pereira.
- Un rolls para Hipólito (1982) dirigida por Juan Bosch.
- En busca del huevo perdido (1982) dirigida por Javier Aguirre.
- Cristóbal Colón, de oficio... descubridor (1982) dirigida por Mariano Ozores.
- Loca por el circo. (1982) dirigida por Luis María Delgado.
- El sur (1983) dirigida por Víctor Erice.
- La loca historia de los tres mosqueteros (1983) dirigida por Mariano Ozores.
- El Cid cabreador (1983) dirigida por Angelino Fons.
- Vivir mañana (1983) dirigida por Nino Quevedo.
- A tope (1984) dirigida por Ramón Fernández.
- Cuando Almanzor perdió el tambor (1984) dirigida por Luis María Delgado.
- El pico 2 (1984) dirigida por Eloy de la Iglesia.
- El último penalty (1984) dirigida por Martín Garrido.
- Dos mejor que uno (1984) dirigida por Ángel Llorente.
- Padre nuestro. (1985) dirigida por Francisco Regueiro.
- ¡Qué tía la C.I.A.! (1985) dirigida por Mariano Ozores.
- El año de las luces (1986) dirigida por Fernando Trueba.
- Cara de acelga. (1986) dirigida por José Sacristán.
- La vida alegre (1986) dirigida por Fernando Colomo.
- El pecador impecable (1987) dirigida por Augusto Martínez Torres.
- ¡¡Esto sí se hace!! (1987) dirigida por Mariano Ozores.
- La venganza de Don Mendo (1988) dirigida por Gustavo Pérez Puig.
- Fratello dello spazio (1988) dirigida por Mario Gariazzo.
- El aire de un crimen (1988) dirigida por Antonio Isasi.
- El mar y el tiempo (1989) dirigida por Fernando Fernán Gómez.
- Mala yerba (1991) dirigida por José Luis Pérez Tristán.
- Oh, cielos (1994) dirigida por Ricardo Franco.

## Teatro (selección)
- La del manojo de rosas (1936), de Pablo Sorozábal.
- Cuidado con la Paca (1937).
- Su amante esposa (1950), de Jacinto Benavente.[7]
- Un marido de ida y vuelta (1952), de Enrique Jardiel Poncela.[8]
- Ha llegado Don Juan (1952), de Jacinto Benavente.[9]
- Milagro en la Plaza del Progreso (1953), de Joaquín Calvo Sotelo.
- ¡Sublime decisión! (1955), de Miguel Mihura
- La canasta (1955), de Miguel Mihura.
- El teatrito de don Ramón (1959), de José Martín Recuerda.[10]
- Los verdes campos del Edén (1963), de Antonio Gala.[11]
- El proceso del arzobispo Carranza (1964), de Joaquín Calvo Sotelo.
- El sol en el hormiguero (1966), de Antonio Gala.
- El señor Adrián, el primo (1966), de Carlos Arniches.
- Los malhechores del bien (1966), de Jacinto Benavente.
- Pecados conyugales (1966), de Juan José Alonso Millán.
- La decente (1967), de Miguel Mihura.
- El escaloncito (1970), de David Turner.[12]
- Romeo y Julieta (1971), de William Shakespeare, en versión de Pablo Neruda.[13]
- Alicia en el París de las maravillas (1978), de Miguel Sierra
- Don Juan Tenorio (1984), de José Zorrilla

## Televisión
| - Entre platos anda el juego (1990-1993) - La comedia - Alicia en el París de las maravillas (3 de abril de 1984) - Lecciones de tocador (1983) - Un, dos, tres... responda otra vez (1976) - La tía de Ambrosio (1971) - Las doce caras de Juan - Tauro (11 de noviembre de 1967) - Y al final esperanza - El week-end de Andrómaca (18 de febrero de 1967) - Teatro de siempre - Los milagros del desprecio (9 de febrero de 1967) - Aulularia (26 de septiembre de 1968) - La casa de los Martínez (1967-1970) - Nosotras y ellos (1966) - Telecomedia de humor - París... Oh là, là (25 de diciembre de 1966) - Estudio 1 - Semana de Pasión (30 de marzo de 1966) - Vivir de ilusiones (15 de septiembre de 1972) - Novela - Silvestre Paradox (28 de diciembre de 1965) | - - El malvado Carabel (31 de enero de 1966) - Tiempo y hora - Decir que no (10 de octubre de 1965) - Teatro para todos - La muerte le sienta bien a Villalobos (8 de agosto de 1965) - Tú tranquilo - Carta de recomendación (3 de julio de 1965) - Teatro de humor - Tú y yo somos tres (19 de junio de 1965) - Estudio 3 - A mí lo que me tira es el comercio (24 de enero de 1965) - Confidencias - 28 de febrero de 1964 - Román y Marisa (19 de junio de 1964) - Primera fila - Malvaloca (21 de junio de 1963) - El hombre, ese desconocido - El mago de la suerte (11 de mayo de 1963) - La chica que no quería ser artista (7 de junio de 1963) - 6 de julio de 1963 |